# Michael Fulmer
Michael Joseph Fulmer (15 de marzo de 1993) es un lanzador estadounidense de béisbol profesional que juega para los Detroit Tigers de las Grandes Ligas. Debutó en la temporada 2016, en la cual ganó el premio de Novato del Año de la Liga Americana.

## Carrera profesional

### Ligas menores
Fulmer fue seleccionado en la primera ronda del draft de 2011 por los Mets de Nueva York. Hizo su debut profesional ese mismo año con los Gulf Coast Mets de la liga de novatos. En 2012, jugó con los Savannah Sand Gnats de Clase A, y en 2013 fue promovido a los St. Lucie Mets de Clase A avanzada. En 2014 inició la temporada con St. Lucie y finalizó el año con los Binghamton Mets de Clase AA.
El 31 de julio de 2015, Fulmer fue traspasado a los Tigres de Detroit junto a Luis Cessa a cambio del jardinero Yoenis Céspedes, y fue asignado los Erie SeaWolves de la Eastern League. El 28 de agosto de 2015, fue nombrado el Lanzador del Año de la Eastern League, al registrar marca de 10-3 con 2.24 de efectividad y 125 ponches en 22 aperturas. El 18 de marzo de 2016, fue asignado a los Toledo Mud Hens de Clase AAA.

### Detroit Tigers
Fulmer fue llamado por los Tigres y debutó el 29 de abril de 2016 ante los Mellizos de Minnesota, llevándose la victoria.
El 14 de agosto, registró su primer juego completo y primera blanqueada, en un encuentro ante los Rangers de Texas. Finalizó la temporada 2016 con marca de 11-7, 3.06 de efetividad, 1.12 WHIP y 132 ponches en 159 entradas lanzadas.
Al finalizar la temporada, Fulmer fue reconocido por Sporting News como el mejor novato del año en la Liga Americana. Posteriormente, fue elegido oficialmente como el Novato del Año de la Liga Americana, recibiendo 26 de los 30 votos al primer lugar, y superando a Tyler Naquin y Gary Sánchez.
En 2017, Fulmer fue seleccionado para representar a los Tigres en el Juego de Estrellas. El 11 de septiembre, se anunció que Fulmer se sometería a una cirugía en el codo derecho, por lo que se perdería el resto de la temporada. Finalizó la campaña con marca de 10-12, efectividad de 3.83 y 114 ponches en 164 2⁄3 entradas.
En 2018, Fulmer registró marca de 3-9 con 4.50 de efectividad antes de la pausa del Juego de Estrellas, y el 20 de julio fue colocado en la lista de lesionados por molestias en el oblicuo izquierdo. El 20 de septiembre fue sometido a una cirugía en la rodilla derecha, por lo que finalizó la temporada con marca de 3-12 y 4.69 de efectividad en 132 1⁄3 entradas lanzadas.
El 15 de febrero de 2019, los Tigres firmaron a Fulmer con un contrato de un año y $2.8 millones luego de una audiencia de arbitraje salarial. El 19 de marzo, los Tigres anunciaron que habían recomendado la cirugía Tommy John para Fulmer después de que experimentara dolor en el codo durante una sesión de bullpen. El 20 de marzo, Fulmer reveló que se sometería a la cirugía de Tommy John y se perdería toda la temporada 2019.
El 6 de enero de 2020, los Tigres firmaron a Fulmer con un contrato de un año y $2.8 millones para evitar el arbitraje. Fulmer recibió autorización médica para participar plenamente en el entrenamiento de primavera retrasado (julio) de los Tigres para la temporada 2020. Fue nombrado a la lista del día de apertura de los Tigres el 23 de julio. Sirvió en un papel de "abridor", lanzando aproximadamente tres entradas por apertura hasta que acumuló más lanzamientos. Apareció en un total de 10 juegos, compilando un récord de 0-2 con efectividad de 8.78 y 20 ponches en 27 2⁄3 entradas lanzadas.
El 12 de enero de 2021, los Tigres y Fulmer acordaron un contrato por un año por $3,1 millones, evitando el arbitraje.